# Panic Room
Panic Room (Brasil: O Quarto do Pânico / Portugal: Sala de Pânico) é um filme de suspense norte-americano de 2002 dirigido por David Fincher, com as atrizes Jodie Foster e Kristen Stewart e os atores Forest Whitaker e Jared Leto.
A casa e seu quarto do pânico foram construídos em um lote no Raleigh Studios. Nicole Kidman foi originalmente escalado como a protagonista, mas ela saiu depois de agravar uma lesão anterior. Sua partida ameaçou a realização do filme, mas Jodie Foster rapidamente ocupou o lugar de Nicole. Os cineastas utilizaram imagens geradas por computador para criar a ilusão da câmera no filme parecer mover-se através da salas da casa. Jodie ficou grávida durante as filmagens, que foram suspensas até depois do parto.[carece de fontes?]

## Enredo
Recentemente divorciada Meg Altman e sua filha Sarah acabam de adquirir uma casa de quatro andares no Upper West Side. O anterior proprietário da casa, um milionário recluso, instalou uma sala isolada usada para proteger os ocupantes da casa de intrusos. O "quarto do pânico" é protegido por um sistema de segurança abrangente, com múltiplas câmeras de vigilância, um sistema de voz, e uma linha telefônica separada concreto e aço de todos os lados, e uma porta de aço. Na noite que as duas se mudam para a casa, ela é invadida por Junior, o neto do proprietário anterior; Burnha, um empregado da empresa de segurança da residência; e Raoul, um pistoleiro recrutado por Junior. Os três estão atrás de 3 milhões de dólares em títulos do portador, que estão trancados dentro de um cofre no chão do quarto do pânico.
Depois de descobrir que as Altmans se mudaram mais cedo do que o esperado, Junior convence o relutante Burnham, que assegurou que a casa estava desocupada, para continuar com seu assalto. Enquanto eles começam o roubo, Meg acorda e observa os intrusos nos monitores de vídeo no quarto do pânico. Antes dos três poderem alcançá-las, Meg e Sarah correm para o quarto do pânico e fecham a porta em seguida deles. Elas são incapazes de usar o telefone no quarto, que era uma linha telefônica separada que nunca foi ligada por Meg. Com a intenção de forçar as duas saírem da sala, Burnham introduz gás propano nas saídas de ar do quarto. Raoul, em conflito com Burnham e Junior, perigosamente aumenta a quantidade de gás. Não sendo possível selar as aberturas, Meg incendeia o gás enquanto ela e Sarah se encobrem com cobertores à prova de fogo, enquanto ocorre uma explosão nas aberturas para a sala de fora e faz com que o fogo queime Junior. As Altmans fazem várias tentativas para pedir ajuda, incluindo sinalização com um vizinho com uma lanterna através da abertura de um tubo de ventilação, mas o vizinho ignora. Meg então consegue ligar o telefone na linha principal e fala com seu ex-marido Stephen, antes dos assaltantes cortarem a linha.
Quando todas as tentativas de entrar na sala falham, Junior deixa escapar que há muito mais dinheiro no cofre do que aparentava, e desiste do roubo. Ao sair da casa, ele é baleado por Raoul, que obriga Burnham terminar o assalto. Stephen chega à casa e é tomado como refém por Burnham e Raoul que bate-lhe severamente. Para piorar a situação, Sarah, que tem diabetes, sofre uma convulsão devido a uma hipoglicemia. Sua injeção com glicose de emergência está no frigorífico fora do quarto do pânico. Depois de usar Stephen inconsciente para enganar Meg que momentaneamente deixou o quarto do pânico, Burnham entra nele, encontrando Sarah imóvel no chão. Depois de recuperar a seringa para Sarah, Meg briga brevemente com Raoul, que ao entrar no quarto do pânico, deixa a arma do lado de fora. Enquanto Meg consegue jogar a seringa no quarto do pânico, Burnham freneticamente tranca a porta, com Raoul e Sarah dentro, esmagando a mão de Raoul na porta de aço. Meg, que agora tem a arma, implora aos dois intrusos no sistema de som para dar a injeção em Sarah. Depois de algum tempo Burnham, que não mostrou nenhum interesse em ferir Meg ou Sarah ao longo do filme, dá a injeção em Sarah. Enquanto isso, ele diz a Sarah que ele não queria isso, e a única razão pela qual ele concordou em participar era para dar ao seu próprio filho uma vida melhor. Após Burnham dá a injeção em Sarah, Sarah agradece a ele e ele diz Meg que Sarah está agora bem.
Tendo anteriormente recebido um telefonema de Stephen, dois policiais chegam, o que leva Raoul a ameaçar a vida de Sarah. Sentindo o perigo potencial para a filha, Meg fala com os oficiais e eles saem. Enquanto isso, Burnham abre o cofre e remove os 22 milhões de dólares em títulos ao portador. Como os ladrões tentam sair, usando Sarah como refém, Meg bate em Raoul com uma marreta e Burnham foge. Stephen gravemente ferido atira em Raoul e erra, Raoul se prepara para matar Meg com uma marreta, mas Burnham, ao ouvir os gritos de dor de Sarah, retorna à casa e atira em Raoul, afirmando: "Você vai ficar bem agora", para Meg e sua filha antes de sair. A polícia, alertada devido ao comportamento suspeito de Meg, chegam com reforço e capturam Burnham, que permite que os títulos ao portador se espalhem com a ventania. Mais tarde, Meg e Sarah, depois de se recuperar da experiência angustiante, começam a procurar no jornal um novo lar.

## Elenco
- Jodie Foster — Meg Altman
- Kristen Stewart — Sarah
- Jared Leto — Júnior
- Forest Whitaker — Burnham
- Dwight Yoakam — Raoul

## Recepção
Panic Room teve recepção geralmente favorável por parte da crítica especializada. Em base de 35 avaliações profissionais, alcançou uma pontuação de 65/100 no Metacritic. No Rotten Tomatoes, com índice de aprovação de 76%, foi publicado um consenso: "Elevado pelo talento na direção de Fincher e desempenho de Foster, Panic Room é bem trabalhado, um suspense acima da média".
Joe Morgenstern, revendo para o The Wall Street Journal, disse: "Seven" foi elegantemente sombrio, e "Fight Club" foi zelozamente pretensioso, enquanto Panic Room" foi admiravelmente tirado da atmosfera em função da arquitetura e ação como uma consequência do caráter." Morgenstern elogiou as personagens Meg e Sarah como heroínas feministas e também chamou os invasores da casa de "intrigantes". Ele também aplaudiu o desempenho de Foster e cinematografia do filme.
Elogiando o filme, Roger Ebert disse: "O filme se assemelha a um jogo de xadrez; a bordo e com todas as peças estando em plena vista, ambos os lados sabem as regras, e o vencedor será simplesmente o melhor estrategista."